# Euseius septicus
Euseius septicus är en spindeldjursart som beskrevs av Chaudhri, Akbar och Rasool 1979. Euseius septicus ingår i släktet Euseius och familjen Phytoseiidae. Inga underarter finns listade i Catalogue of Life.